# المشاريح (فرع العدين)

تعديل مصدري - تعديل

المشاريح محلة تابعة لقرية الراهدة، التابعة لعزلة الوزيرة بمديرية فرع العدين إحدى مديريات محافظة إب في الجمهورية اليمنية، بلغ تعداد سكانها 172 حسب تعداد اليمن لعام 2004.